# Witzinah

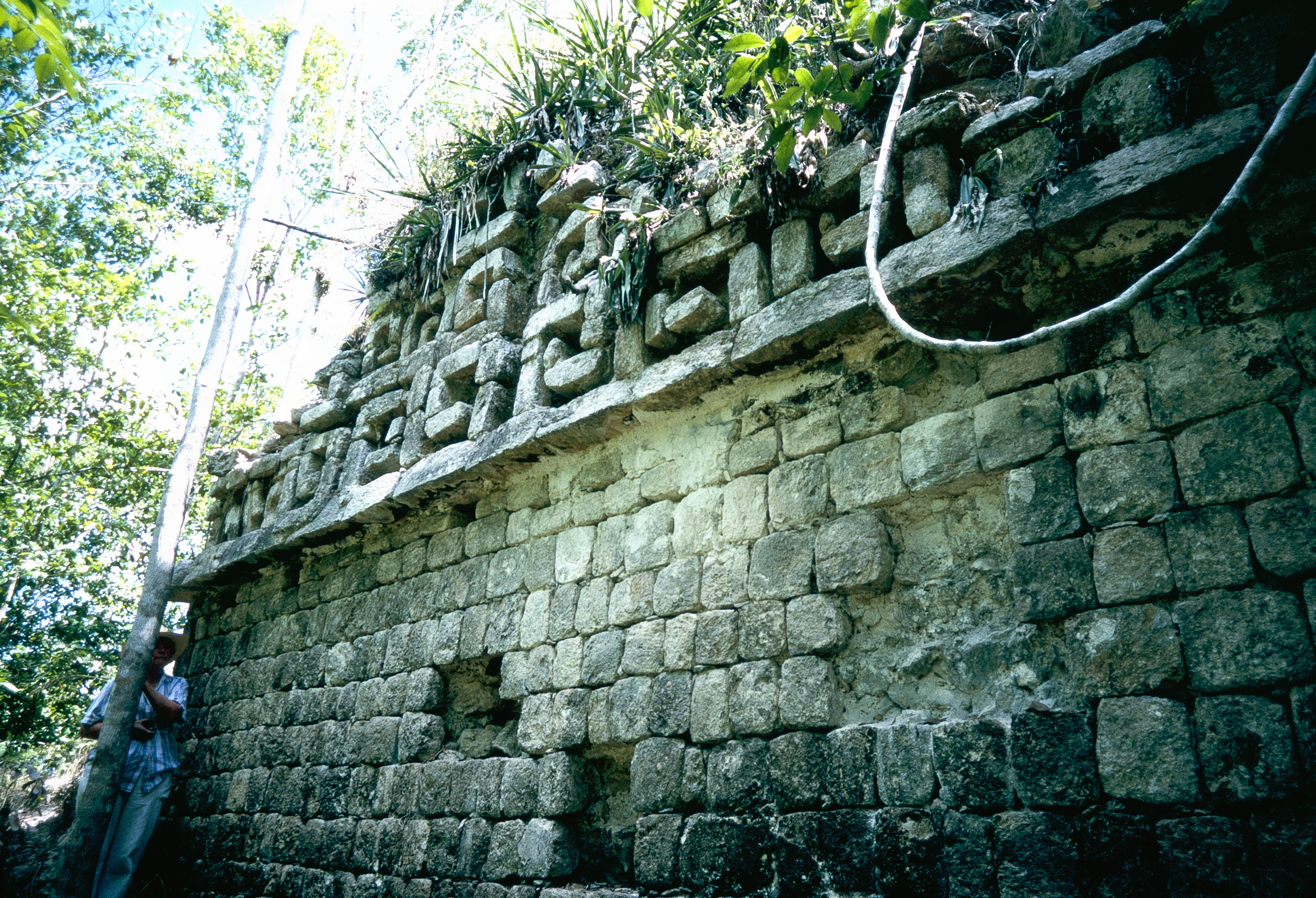
Gebäude 1, Rückseite

Witzinah (meist Huitzinah geschrieben) ist ein kleiner archäologischer Fundort der Mayakultur im mexikanischen Bundesstaat Yucatán, rund 11 km südlich des Ortes Catmis. Witzinah wurde erst in den 1970er Jahren bekannt. Es liegt in einem mit dichtem Hochwald bestandenen Gebiet am Rand des gleichnamigen Ejido. 
Bemerkenswert ist Witzinah, an dem bisher keine archäologischen Ausgrabungen oder Restaurierungen stattgefunden haben, durch für diese Region ungewöhnliche Architektur. Der Fundort ist nicht offiziell zugänglich. Witzinah liegt am östlichen Rand des Gebietes, in dem sonst der Puuc-Stil dominiert. Für diese Region, die archäologisch kaum bekannt ist, werden mehrere Fundorte mit einer dem Chenes-Stil oder sogar dem Rio-Bec-Stil verwandte Architektur beschrieben. 

## Gebäude 1
Dieses stark zerstörte Gebäude mit insgesamt vier Räumen in L-förmiger Anordnung liegt auf einer steilen, hohen Pyramide am Rand eines freien Platzes auf der Oberfläche der Pyramide. Die Fassaden der Rückseiten zeigen im oberen Wandbereich in mehreren Reihen eine kontinuierliche Folge aus großen Voluten, die aus großen Steinen gebildet sind, die ursprünglich die Grundlage für eine Stuckverzierung bildeten. George F. Andrews sieht in diesen Voluten Teile von übergroßen zoomorphen Masken, wie sie im Chenes- und Río-Bec Stil häufiger auftreten. Anders als dort treten die Masken nicht auf der Hauptfassade auf (sie ist zerstört), sondern auf der Rückseite und deshalb auch nicht über den Türeingängen. Dies scheint darauf hinzuweisen, dass die Masken hier ihre eigentliche Bedeutung eingebüßt hatten und zu einem beliebig wiederholbaren Dekorelement geworden sind.

## Gebäude 4

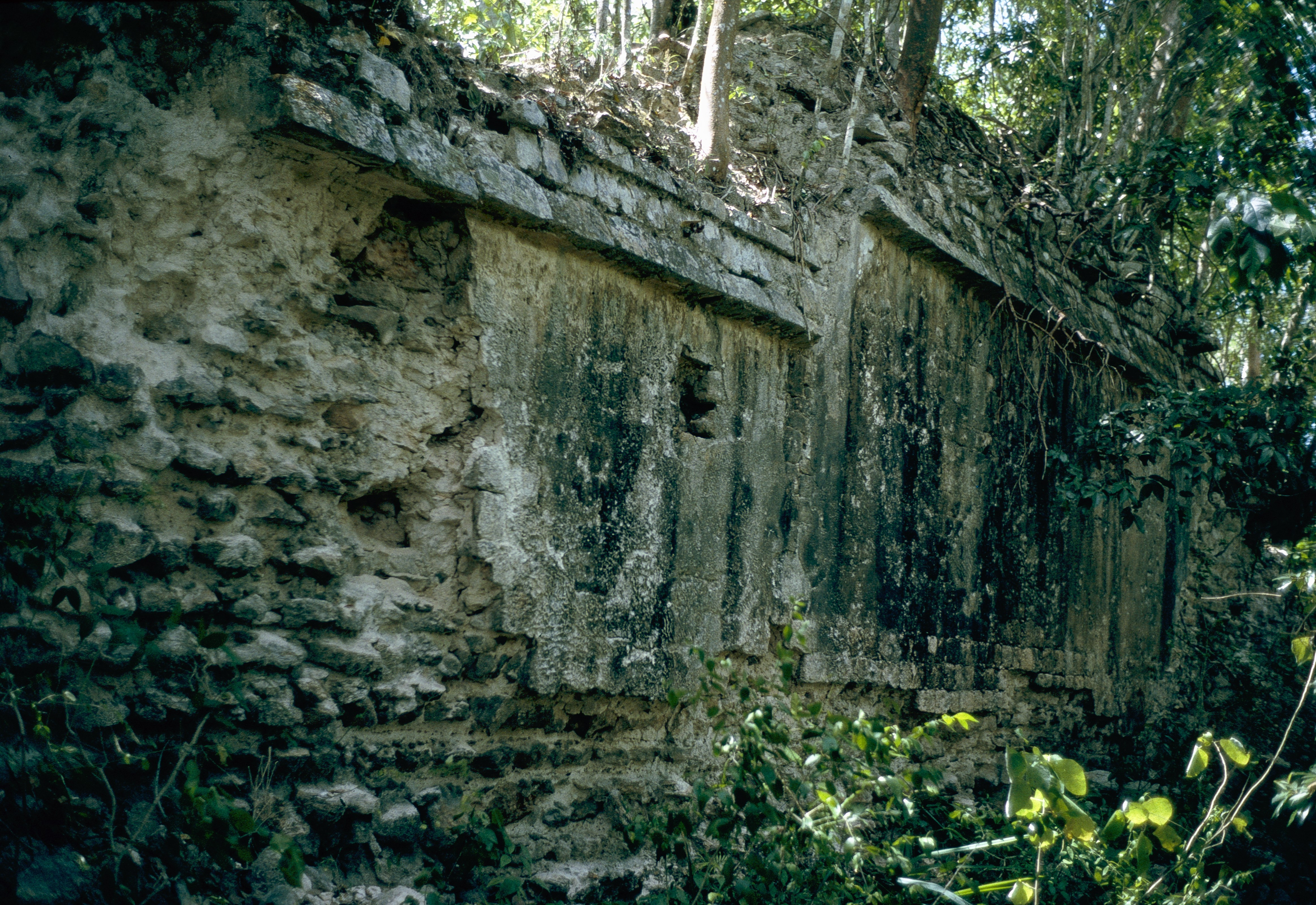
Gebäude 4, Rückseite

Ein langes Gebäude mit fünf Räumen, nach Süden orientiert. Der mittlere Raum springt etwas vor die Fassade und dürfte auch, nach der Rückfassade zu schließen, knapp 1 m höher als die restlichen Räume gelegen haben. Der Vorsprung wird auf der Rückseite durch eine unüblich dicke Rückwand ausgeglichen. In ihr verläuft eine schmale Treppe, die ursprünglich vermutlich auf das Dachniveau führte – eine im Río-Bec-Stil häufig anzutreffende Eigenheit. Nur auf der Rückfassade sind kleine Reste der Dekoration im Bereich des mittleren Raumes erhalten. Hier ragen aus der oberen Wandfläche mehrere Steine heraus, die ursprünglich Figuren und andere Elemente aus Stuck getragen haben.
Koordinaten: 19° 52′ 8″ N, 88° 58′ 55″ W